# Plicatiductus storki
Plicatiductus storki är en spindelart som beskrevs av Alfred Frank Millidge och Anthony Russell-Smith 1992. Plicatiductus storki ingår i släktet Plicatiductus och familjen täckvävarspindlar.
Artens utbredningsområde är Sulawesi. Inga underarter finns listade i Catalogue of Life.